# Fotomuseum Winterthur

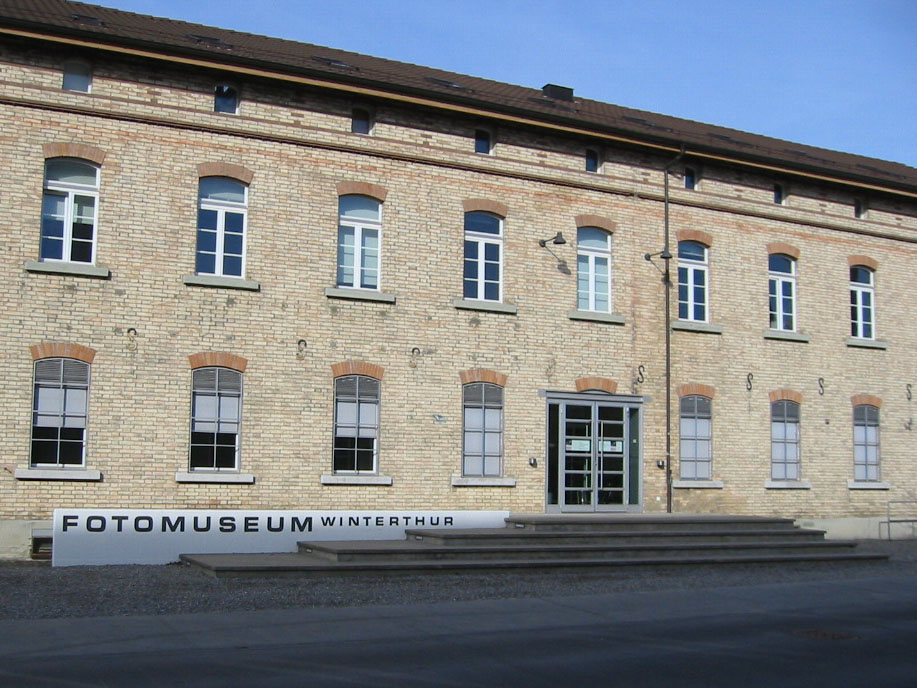
Fotomuseum Winterthur (2004)

Das Fotomuseum Winterthur wurde 1993 gegründet und widmet sich der Fotografie als Kunst und als Dokument und Gestalterin von Wirklichkeiten.

## Das Areal
Das Fotomuseum befindet sich in Winterthur in zwei gegenüberliegenden Gebäuden an der Grüzenstrasse 44 und 45 am Rande der Innenstadt, wobei das Gebäude an der Grüzenstrasse 44 der ehemalige Standort des Unternehmens Ganzoni (heute Sigvaris) ist. Im grösseren der Gebäude ist auch die Fotostiftung Schweiz ansässig. Das grössere Gebäude hat ein fast vollständig verglastes Erdgeschoss und ist neuerer Bauart, während das kleinere dem Typus der in der Region bekannten Textilfabriken entspricht. Die gesamte Ausstellungsfläche beträgt 1000 m², die Nutzfläche inklusive der gemeinsam mit der Fotostiftung benutzten Räume 3500 m².

## Die Sammlung
Seit der Gründung des Fotomuseums Winterthur 1993 wurde das Sammeln von zeitgenössischer Fotografie als ein wichtiger Aspekt der Museumsaktivitäten festgeschrieben. Durch Ankäufe sowie durch Schenkungen und Dauerleihgaben von privaten Förderern und von Stiftungen konnten bisher rund 4000 Fotografien in die Sammlung eingehen. Seit 2003 werden jedes Jahr Teile des Bestandes in kuratierten Sammlungspräsentationen vorgestellt, jeweils begleitet von Sammlungsbroschüren. Im Museum finden sich Fotografien diverser zeitgenössischer Künstler wie Lewis Baltz, Hans Danuser, William Eggleston, Hans-Peter Feldmann, David Goldblatt, Nan Goldin, Paul Graham, Andreas Gursky, Roni Horn, Loretta Lux, Urs Lüthi, Boris Mikhailov, Arnold Odermatt, Gilles Peress, Pipilotti Rist, Annelies Štrba und vieler anderer. Die Sammlung ist online über die Website des Fotomuseums Winterthur einsehbar.
Das Museum ist einerseits eine Kunsthalle für Fotografie von zeitgenössischen Fotografen und Künstlern (mit Ausstellungen von Lewis Baltz, William Eggleston, Nan Goldin, Andreas Gursky, Roni Horn, Boris Mikhailov u. v. a.). Das Fotomuseum Winterthur ist andererseits auch ein klassisches Museum für die Meister des 19. und 20. Jahrhunderts (mit Ausstellungen von Eugène Atget, Karl Blossfeldt, Bill Brandt, Dorothea Lange, Lisette Model, Albert Renger-Patzsch, August Sander, Charles Sheeler, Edward Weston, Weegee u. a.). Und schliesslich ist es ein kulturhistorisches, soziologisches Museum für angewandte Fotografie aus der Industrie, Architektur, Mode usw. (mit Ausstellungen zur Polizeifotografie, Industriefotografie, Dammbaufotografie, Medizinfotografie, Dingfotografie u. a.). Diese drei Ausrichtungen prägen das Ausstellungsprogramm und die begleitenden Publikationen und Veranstaltungen.
Das Fotomuseum Winterthur betreibt mit der Fotostiftung Schweiz zusammen das «Zentrum für Fotografie» am Standort des Museums, mit Fachbibliothek, Museumsshop, Lounge, Bistro, Sammlungsdepots und Ausstellungsräumen. Zum Zentrum für Fotografie gehört auch eine öffentliche Bibliothek mit rund 18'000 Büchern und Zeitschriften.
Das Museum selber wird von der «Stiftung Fotomuseum Winterthur» getragen, die wiederum vom «Verein Fotomuseum Winterthur» mit 2500 Mitgliedern unterstützt wird.

## Ausstellungen
- 2012/2013: Yto Barrada: Artist of the Year 2011 der Deutsche Bank Stiftung.